# Anoba praeusta
Anoba praeusta är en fjärilsart som beskrevs av Herrich-Schäffer 1868. Anoba praeusta ingår i släktet Anoba och familjen nattflyn. Inga underarter finns listade i Catalogue of Life.